# Герсгольм (муніципалітет)
Герсгольм (дан. Hørsholm) — муніципалітет у регіоні Столичний регіон королівства Данія. Площа — 31.3 квадратних кілометрів. Адміністративний центр муніципалітету — місто Герсгольм.

## Населення
У 2012 році населення муніципалітету становило 24 365 осіб.